# João Maldonado
João Maldonado ou Juan Maldonado (Juan Maldonato, Maldonatus) (Casas de Reina, Llerena, 1533 – Roma, 5 de janeiro de 1583) foi um jesuíta espanhol, teólogo e exegeta do período da reforma católica.

## Obras
- "Commentarii in quatuor Evangelistas", early editions: Pont-a-Mousson, 2 vols., folio 1596-97 (Lyons, 1598, 1607, 1615); (Mainz, 1602, 1604); (Paris, 1617, 1621); (Brescia, 2 vols., 4o, 1598), (Venice 1606); modern editions: (Mainz, 5 vols., 8o, 1840; 2 vols., 1853–63; id., 1874); (Barcelona 10 vols., 1881–82); "Commentary on St. Matthew" in Migne, "Curs Script."[1]
- "Disputationum ac controversiarum decisarum et circa septem Ecclesiae Romanae Sacramenta" (2 vols., Lyons, 1614).[2]
- "De Caeremoniis Tractatus", I -CCX, in Vol. III of Zaccaria's "Biblioth. ritual." Simon gives extracts in "Lettres choisies."

Apócrifos
- "Traicté des anges et demons", a translation of some of Maldonado's expositions collected by one of his pupils
- "Summula R. P. Maldonati", a compilation made by Martin Codognat, placed on the Index, 16 December 1605.

Manuscritos exegéticos e teológicos, atribuídos a Maldonado são preservados  em várias bibliotecas da França (especialmente a Nacional), Suíça, Itália e Espanha; muitas delas cópias feitas pelos seus alunos.